# Nobuko Kondo
Nobuko Kondo (近藤 修子, Kondo Nobuko), née le 1er décembre 1956, est une joueuse internationale de football japonaise.

## Biographie
Le 7 juin 1981, elle fait ses débuts avec l'équipe nationale japonaise lors de la Coupe d'Asie, contre l'équipe de Taipei chinois. 
Elle compte quatre sélections en équipe nationale du Japon.

## Statistiques
Le tableau ci-dessous présente les statistiques de Nobuko Kondo en équipe nationale :
| Équipe du Japon | Équipe du Japon | Équipe du Japon |
| Année           | Matchs          | Buts            |
| --------------- | --------------- | --------------- |
| 1981            | 4               | 0               |
| Total           | 4               | 0               |